# RPA表記

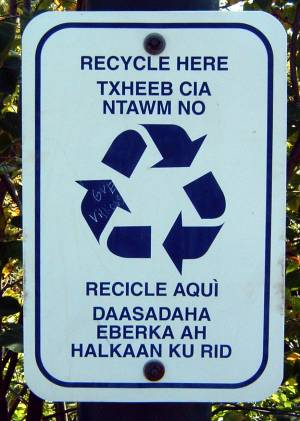
ミネアポリスの標識。上から英語、モン語、スペイン語、ソマリ語

RPA表記（RPAひょうき、Romanized Popular Alphabet）は、モン語（ミャオ語の一種）をラテン・アルファベットを使って表記するための方式で、東南アジアおよび世界各地の難民とその子孫によって使用され、よく普及している。アメリカ合衆国の公用文でモン語を表記するときにはこの表記法が用いられる。
特殊なダイアクリティカルマークを使用せずに声調を含むモン語の音声を正確に表記できるところに特徴がある。

## 概要
インドシナ半島にはミャオ語のうちモン語（中華人民共和国の分類ではミャオ語川黔滇方言にあたる）の一部の言語が話されており、その人口は50-60万人である。白モン語（モン・ダウ）と緑（青）モン語（モン・ジュア）に分けられる。
RPAは、ラオスのシエンクワーン県のモン族を対象に、アメリカ合衆国出身の宣教師で言語学者のウィリアム・A・スモーリー(William A. Smalley)を中心として、G・リンウッド・バーニー、フランスのイヴ・ベルトレの宣教師グループによって1952年に考案された。
中華人民共和国でも、王輔世を中心としてラテン文字による表記法が1956年に考案された（1980年代に改訂し、新苗文と呼ばれる）。この方式はRPAと互換でないが、声調を子音字によって表記するなど、構造的にはよく似ている。

## 構造
モン語の音節は音節頭子音・母音・声調から構成される。

### 子音
モン語は複雑な音節頭子音をもつことで知られるが、RPAでは「ntsh」のように最大4文字を使用して表記する。
- 両唇音：p /p/, ph /pʰ/, np /mb/, nph /mbʰ/, hm /m̥/, m /m/
- 両唇側面開放音：pl /pˡ/, plh /pɬ/, npl /mbˡ/, nplh /mbɬ/, hml /m̥ɬ/, ml /mˡ/
- 唇歯音：f /f/, v /v/
- 歯茎音：t /t/, th /tʰ/, d /d/, dh /dʰ/, nt /nd/, nth /ndʰ/, hn /n̥/, n /n/, hl /ɬ/, l /l/
- 歯茎音（破擦音・摩擦音）：tx /ts/, txh /tsʰ/, ntx /ndz/, ntxh /ndzʰ/, x /s/
- そり舌音：r /ʈ/, rh /ʈʰ/, nr /ɳɖ/, nrh /ɳɖʰ/
- そり舌音（破擦音・摩擦音）：ts /ʈʂ/, tsh /ʈʂʰ/, nts /ɳɖʐ/, ntsh /ɳɖʐʰ/, s /ʂ/, z /ʐ/
- 硬口蓋音：c /c/, ch /cʰ/, nc /ɲɟ/, nch /ɲɟʰ/, hny /ɲ̥/, ny /ɲ/, xy /ç/, y /ʝ/
- 軟口蓋音：k /k/, kh /kʰ/, nk /ŋg/, nkh /ŋgʰ/
- 口蓋垂音：q /q/, qh /qʰ/, nq /ɴɢ/, nqh /ɴɢʰ/
- 声門音：h /h/

上記のうち、無声鼻音(hm, hml, hn, hny)および d dh は白モン語にのみあり、緑モン語には存在しない。
緑モン語では、上記に加えて以下の4つの子音を使用する。
- 歯茎側面開放音：dl /tˡ/, dlh /tɬ/, ndl /ndˡ/, ndlh /ndɬ/

### 母音
モン語の母音は比較的単純であり、6つの単純母音と5つの二重母音、2つ（緑モン語では3つ）の鼻母音を持つ。鼻母音は母音字を重ねることによって表される。
- 単純母音：a /a/, e /e/, i /i/, o /ɔ/, u /u/, w /ɨ/
- 二重母音：ai /ai/, au /au/, aw /aɨ/, ia /iə/（白モンのみ）, ua /uə/
- 鼻母音：aa /ã/（緑モンのみ）, ee /ẽ/, oo /ɔ̃/

### 声調
モン語には8つの声調がある。RPAの特徴は声調を母音の後に子音字で表記することである。モン語は開音節言語であり、音節末子音が存在しないために、子音と混同されることはない。「b g j」の3字は声調専用字である。
- 子音字がない場合には中平調になる。
- b （高平調）
- m （低降調）
- d （降昇調）
- j （高降調）
- v （中昇調）
- s （低平調）
- g （中降調）